# Tidlige menneskelige folkevandringer
Tidlige menneskelige folkevandringer viser til da Homo erectus («det oprejste menneske») første gang udvandrede fra Afrika over Levantkorridoren (den smalle forbindelsen mellem Middelhavet i nordvest og ørkenerne i sydøst som går fra Afrika til Eurasien) for omkring 1,8 millioner år siden. En udvandring som sandsynligvis have betydning for at sætte gang i udviklingen af sprog. Ekspansionen af den tidlige menneskeart Homo erectus blev fulgt af Homo antecessor ind i Europa for omkring 800 000 år siden, og fulgt af menneske-arten Homo heidelbergensis for omkring 600 000 år siden. Sidstnævnte udviklede sig antagelig til det som blev neandertalere.
Det moderne mennesker, Homo sapiens, udviklede sig i Afrika for op til 200 000 år siden og nåede frem til Mellemøsten for omkring 70 000 år siden. Fra Mellemøsten spredte disse befolkninger sig østover til Sydasien for 50 000 år siden, og videre til Australien for 40 000 år siden da en menneske art nåede dette kontinent for første gang (som aldrig blev befolket af Homo erectus). Homo sapiens indvandrede til Europa for omkring 40 000 år siden og erstattede efterhånden den eksisterende befolkning af neandertalere. Østasien blev nået for omkring 30 000 år siden.
Hvornår mennesket nåede frem til Nordamerika er usikkert og diskutabelt. Det kan være sket for 30 000 år siden, eller betydelig senere, for omkring 14 000 år siden. Stillehavsøerne i Polynesien begyndte at blive koloniseret for omkring 1300 f.Kr., og blev fuldstændig koloniseret omkring 900 e.Kr. Forfædrene til polynesierne synes at have forladt Taiwan for omkring 5200 år siden.

## Tidlige mennesker (før Homo sapiens)
Tidlige menneske arter som Homo ergaster, Homo erectus og Homo heidelbergensis udvandrede fra Afrika i løbet af tidsepoken som kaldes tidlig pleistocæn, sandsynligvis som et resultat af den "sahariske pumpe", der for omkring 1,9 millioner år siden spredte sig udover Den gamle verden, og nåede så langt som til det sydøstlige Asien. Tidspunktet for den oprindelige spredning udenfor Afrika består af sammenfaldet af fossilfund af Homo ergaster og er associeret med den første forekomst af den fulde bipedalisme (evnen til at gå, stå og løbe på to ben). Nøglesteder for denne tidlige migration ud af Afrika er Riwat i Pakistan (1,9 millioner af år), Ubeidiya i Levanten (1,5 millioner af år), og Dmanisi i Kaukasus (1,7 millioner af år).
Kina blev befolket for mere end en million år siden, så tidlig som 1,66 millioner år baseret på stenredskaber som er fundet i Nihewanbassinnet. Stenredskaber som er afdækket ved fundstedet Xiaochangliang i den kinesiske provins Hebei er blevet dateret til 1,36 millioner år siden. Det arkæologiske fundsted Xihoudu i provinsen Shanxi er det tidligste dokumenterede sted for brugen af ild af Homo erectus, og er dateret til 1,27 millioner af år siden.
Sydøstasien (Java) blev nået for omkring 1,7 millioner år siden. Vesteuropa blev første gang befolket for omkring 1,2 millioner år siden (se Atapuerca).
Menneske-arten Homo var ikke de første store menneskeaber som koloniserede Asien. Orangutanger kom til det sydøstlige Asien omkring 15 millioner år tidligere.

## Udvandringer afHomo sapiens

### Indenfor Afrika
Den nyeste fælles matrilineære stammer, som er delt af alle nulevende mennesker, er kaldt for den mitokondrielle Eva, og den tilsvarende patrilineære (nedarvning efter mandslinjen) stamfar som bliver ofte kaldt for Y-kromosom Adam. Mitokondrielle-Eva levede antagelig for 150 000–200 000 år siden på samme tid som den uddøde underart Homo sapiens idaltu, antagelig i Østafrika, under den forudsætning at mutationsfrekvensen var relativt konstant gennem århundreder for det mitokondrieske DNA'et. Navnene Eva og Adam er også tidsmæssigt brugt om de første som forlod Afrika, selv om det næppe har været kun to personer.
Den brede forskning af den afrikanske genetisk spredning afdækkede at San-folket (buskmænd) nutidens Botswana og Namibia, udtrykte den største genetiske mangefold blandt de 113 forskellige befolkninger som der blev taget prøver af, noget som gør dem til en af 14 «forfædre-befolkningsgrupper». Forskningen har også lokaliseret oprindelsen til den menneskelige migration i det sydvestlige Afrika, nær kystgrænsen til nutidens Namibia og Angola.
For omkring 100 000 til 80 000 år siden adskilte der sig tre hovedlinjer af Homo sapiens:
- Bærere af mitokondrielt (mtDNA) haplogruppe L1 og mandlig Y-kromosom (Y-DNA) haplogruppe A befolkede det sydlige Afrika (forfædrene til Khoisan-folkene).
- Bærere af haplogruppe L2 (mtDNA) og B (Y-DNA) bosatte sig i det i centrale og vestlige Afrika (forfædrene til de som i dag taler De niger-kordofanske sprog og det nilosahariske sprog, og af mbuti-pygmæerne).
- Bærere af haplogruppe L3 (mtDNA) som forblev i det østlige Afrika.

### Udvandringen til Levanten
Mennesker havde en udvandring ud af Afrika til Levanten i en gunstig klimatisk periode for omkring 125.000 år siden. De ældste sikre fossiler af tidlige Homo sapiens er fundet i Qafzehhulen i Israel, og er dateret til at være 90.000 til 100.000 år gamle (eller ældre). Her er 12 skeletter fundet under et bjergoverhæng og i en hule. Disse var anatomisk moderne mennesker – både voksne og børn.
Qafzeh er et af 21 tilsvarende arkæologiske steder med moderne mennesker i Levanten: Keoue, Nahar Ibrahim, Ras-el Keb, Ksar Akil, Adlun, Naame, Yabrud Rockshelter, Umm el Tel, El Kowm, Douara, Jefer Ajla, Deriyeh, Biat Quneitra som alle er huler eller friluftssteder.
En del forskere mener at de uddøde, mens andre mener at de flyttet tilbage til Afrika. Dateringene for hvornår de forsvandt varierer fra 70 000 til 90 000 år siden.
Det kan være at de er blevet erstattet eller fordrevet af neandertalere som blev drevet fra de kolde områder i løbet af istiden.

### Udvandringen til Kina
Det kan være at en gruppe fra Levanten drog videre og endte i Kina. I Fuyan-hulen i Hunan provinsen i det sydlige i Kina er der fundet 47 tænder. Man har anslået at tænderne er mindst 80 000 år gamle, men kan være så gamle som 120.000 år. Dyrefossiler fundet på samme sted kan også tidfæstes og styrker dateringerne til pleistocæn-perioden. Ud fra formen på tænderne udelukker man at de kommer fra neandertalerne eller fra Denisova-mennesket.

### En mulig udvandring til Den Persiske Bugt
Det er gjort fund under udgravningen af en boplads ved bjerget Jebel Faya i emiratet Sharjah i de Forenede Arabiske Emirater som blev offentliggjort i januar 2011. Stenredskaberne, hvor de ældste er dateret til at være omkring 125 000 år gamle, ligner de redskaber som tidligere er fundet efter moderne mennesker fra samme periode i Østafrika. Siden det ikke er fundet rester af menneskelige ben, tænder eller andre levninger, er antagelsen i stor grad baseret på sammenligninger i stenteknologien. Bostedet ved Jebel Faya ligger under et stenoverhæng, og har skygge det meste af dagen. Bopladsen ligger skærmet både for den kolde nordenvind og sandstormen fra ørkenen. Udgravningerne startede i 2003 som et arabisk-tysk projekt ledet af emiratet og Universitetet i Tübingen og hele bopladsen er endnu ikke færdig udforsket.
Siden der foreløbig ikke er skeletfund, er tilknytningen til det moderne mennesker usikker og vil være genstand for diskussion.

### Udvandringen fra Afrika
I henhold til Ud af Afrika-hypotesen udvandrede så en lille gruppe fra det nordøstlige Afrika til Yemen. Gruppens størrelse kan have været 100 til 200 personer. Men på grund af genetisk drift blev kun en kvinde (med haplogruppe L3) og en mand (med haplogruppe M168), stammor og stamfar til alle som senere bosatte sig udenfor Afrika.
De udvandrede sandsynligvis på grund af jagt efter mad eller for slippe væk for klimaændringer, og krydsede Rødehavet for omkring 70.000 - 85.000 år siden, og i denne proces befolkede de resten af verden. Den britiske læge (1947-) Stephen Openheimer argumenterer for at der er fund af moderne mennesker flere steder i Centralasien som er ældre end et kraftigt vulkanudbrud fra Tobasvulkanen på Sumatra for 74.000 år siden. Fundene lå under asken, og en har da en sikker minimumsdatering på hvor langt menneskene var kommet før vulkanudbruddet. De fleste mener alligevel at siden der mangler fund af skeletter af det moderne mennesker, har det sandsynligvis været andre menneske-arter som brugte redskaberne.